# Dubai Waterfront

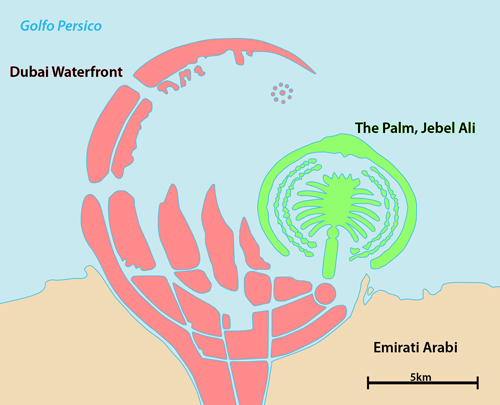
Dubai Waterfront

Il Dubai Waterfront è un agglomerato di isole e canali artificiali in corso di costruzione a Dubai: è per portata la più grande costruzione architettonica di questo tipo al mondo.

## Il progetto
Il Dubai Waterfront occuperà tutte le coste ancora libere sul Golfo persico controllate da Dubai, il più popoloso degli Emirati Arabi.
Includerà una serie di aree con residenze, zone commerciali, attrazioni e aree di divertimento. Il progetto intende "creare un luogo di primissima classe per residenti, visitatori e affari nella città dalla crescita più rapida al mondo".
Gestito dalla Dubai Waterfront Company, il progetto è aperto a investimenti stranieri, ma il 51% delle quote sono detenute dalla Nakheel Properties.
Le isole formano un arco e serviranno da riparo attorno a Palm Jebel Ali, una delle tre Palm Islands, le più grandi isole artificiali del mondo, a forma di palma e anch'esse costruite dalla Nakheel Properties. Il progetto comprende anche un grande porto commerciale e un canale di 75 km, l'Arabian Canal, che partendo dalla costa entrerà fin dentro il deserto riuscendo a mare presso Dubai Marina. In totale, comprende 440 km quadrati di costruzioni su acqua e terra, in un'area grande sette volte Manhattan, (New York). È previsto che possa accogliere 1.5 milioni di persone.
Si trova vicino al Dubai World Central International Airport, con accesso diretto alla Sheikh Zayed Road, e ad Abu Dhabi.
Il progetto consiste di 10 aree principali, inclusa Madinat Al Arab, che dovrebbe diventare il nuovo centro cittadino e affaristico del distretto di Dubai. Mandinat Al Arab è stata costruita da un consorzio internazionale di architetti, urbanisti e costruttori di prestigio. Sarà dominato dall'Al Burj, che una volta completato dovrebbe diventare alto tra 700 e 1.000 metri: l'edificio più alto del mondo.
La prima fase della costruzione di Madinat Al Arab (completata al 30%) è stata mostrata nel giugno 2005 a un gruppo scelto di privati e istituzioni dell'area del Golfo, per attrarre investimenti. Entro cinque giorni era stato interamente venduto, per oltre 13 miliardi di Dirham (3 miliardi di euro).
Altre zone chiave sono: 
- Al Ras, l'isola più a nord;
- Corniche, le due isole a sud di Al Ras;
- The Riviera, le tre isole a est della Peninsula;
- The Peninsula, a sud di Corniche;
- Palm Boulevard, Uptown, Downtown, Boulevard, e The Exchange, nella zona terrestre.

Dal punto di vista amministrativo le zone offshore del progetto (le isole e The Peninsula) dovrebbero ricadere in una comunità specifica chiamata Al Wajeha Al Bahriah, mentre lo sviluppo onshore (Madinat Al Arab, Palm Boulevard, Uptown, Downtown, Boulevard, e The Exchange) ricadranno nella comunità di Hessyan.